# Shiroi

Shiroi (白井市 Shiroi-shi?), este un municipiu din Japonia, prefectura Chiba.